# Щепаник, Ян
Ян Щепаник (1872—1926) — польский изобретатель, зарегистрировавший права на сотни патентов и более 50 изобретений, часть из которых в области киносъемки, телевидения и фотографии используются и в настоящее время. За многогранность и плодотворность деятельности был прозван «польским Эдисоном» и «Галицинским гением».

## Биография
Ян Щепаник родился в 1872 году в городке Мостиска, Австро-Венгрия (ныне — районный центр Львовской области Украины). После окончания начальной школы и гимназии поступил в педагогический институт в Кракове. 
До 1896 года работал учителем в небольших городах на юге Польши. 
В 1897 году в патентном ведомстве Великобритании запатентовал телектроскоп — «камеру для воспроизведения изображений на расстояние при помощи электричества», одну из первых технологий механического телевидения. 
В 1900 году на Всемирной выставке в Париже представил улучшенное устройство для передачи изображения — телефот.
С 1918 года увлекался системами цветного кино, которые были высоко оценены за реализм цветопередачи. Одновременно разрабатывает проекты озвучивания фильмов.
Параллельно с этим создаёт бронежилет из шёлковой ткани с вплетениями тонких стальных листов. Защитное устройство этого образца спасло жизнь королю Испании Альфонсо XIII при покушении на него. За это монарх удостоил изобретателя звания кавалера Ордена Изабеллы Католички. К подобной награде (Орден Святой Анны) его представил и Николай II за доработку императорских парадных доспехов, но Щепаник — подданный Австро-Венгрии, из патриотических соображений отказался от награды государства-политического противника. При этом он «ограничился» согласием принять в подарок золотые часы с бриллиантами.
Мастерские и лаборатории Щепаника были расположены в Вене, Берлине, Дрездене. Сам изобретатель жил в городе Тарнуве. Там же он скоропостижно скончался в 1926 году от рака печени в возрасте 53 лет.
Среди других изобретений автора: фотоскульптор (устройства для копирования скульптур), колориметр (инструмент управления цветом), электрическая винтовка, технология ткачества с контролем заданных параметров цвета получаемой ткани. По утверждению некоторых современных исследователей сам изобретатель незаслуженно забыт, а его работы были беззастенчиво скопированы и используются под другими названиями до настоящего времени, по мнению других Ян вряд ли создал что-либо что опережало его эпоху и хотя действительно был талантливым специалистом его разработки были чересчур сильно распиарены современными искателями сенсаций. .
Идеи изобретений Щепаника дважды описывал в своих рассказах его знакомый, американский писатель Марк Твен.